# فيتوريو سيتشي غوري
فيتوريو سيتشي غوري (بالإيطالية: Vittorio Cecchi Gori)‏‏ (27 أبريل 1942 في فلورنسا - ) رائد أعمال، وسياسي، ومنتج أفلام من إيطاليا.

## روابط خارجية
- فيتوريو سيتشي غوري على موقع IMDb (الإنجليزية)
- فيتوريو سيتشي غوري على موقع قاعدة بيانات الفيلم (الإنجليزية)